# Mustafa bey Vekilov
Mustafa bey Vekilov (en azéri : Mustafa bəy Nadir ağa oğlu Vəkilov, né en 1896 dans la région de Qazakh du gouvernement d’Elizavetpol et mort le 30 novembre 1965 à Amasya en Turquie) est une personnalité publique, un homme politique et un diplomate azerbaïdjanais.

## Formation
Après avoir obtenu le diplômé du Gymnase de Bakou, il entre à la faculté de droit de l'Université de Moscou en 1912, et à partir de ce moment-là, il commence à prendre une part active à la lutte de libération nationale de son peuple natal. L'oncle de Mustafa Bey, Mammad Rza Vakilov et son proche parent Alimardan Bey Topchubashov ont eu une grande influence sur la formation des idées politiques de Mustafa Bey.

## Carrière politique

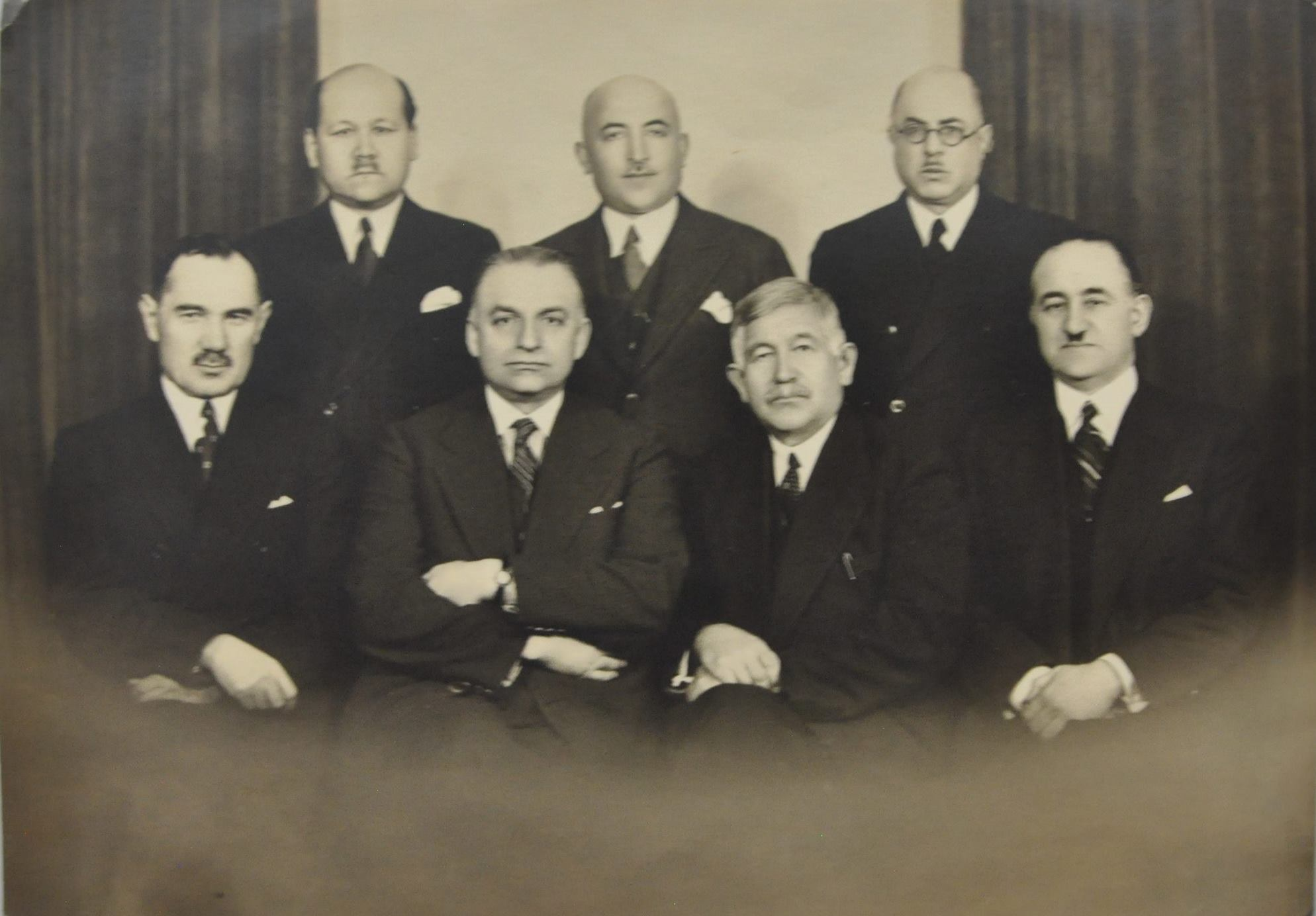
En exil à Varsovie, vers 1936, avec Tausultan Shakman, Mustafa bey Vekilov, Mustafa Chokay, Magomed Girei Sunsh, Cafer Seydahmet Kırımer, Ayaz Ishaki et Mohammed Émin Résulzadé.

Il prend une part active au Congrès des musulmans du Caucase réuni à Bakou en avril 1917, au Congrès des nations non russes tenu à Kiev sous la direction du professeur ukrainien Hrushevsky, et en mai au Congrès des musulmans russes de Moscou. Ses nombreux articles sur l'actualité politique et sociale ont été publiés dans la presse de Bakou. M. Vakilov a été élu député de l'Azerbaïdjan au parlement russe. Il était l'un des dirigeants de l'organisation des étudiants azerbaïdjanais de l'université.